# Người mẫu

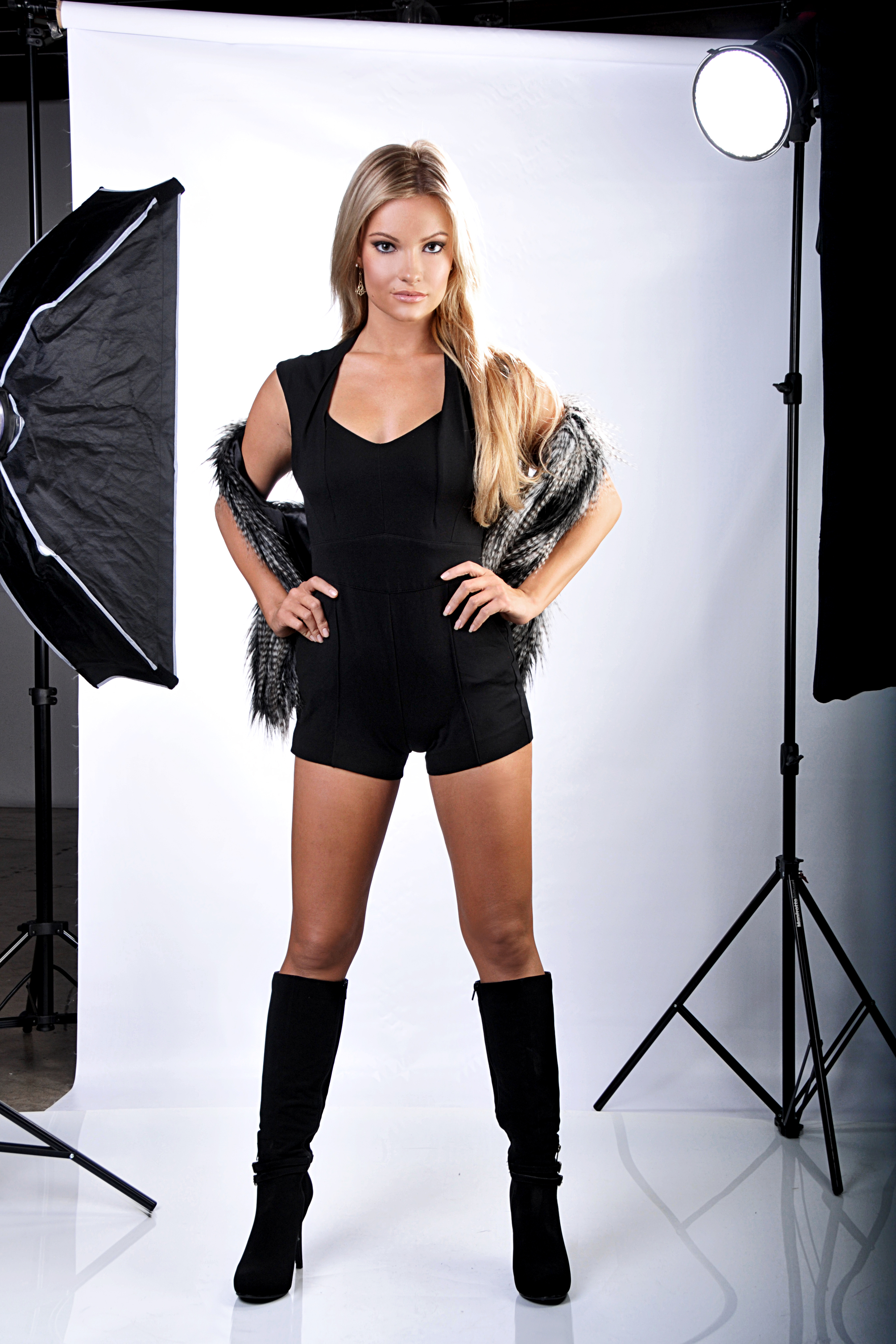
Người mẫu Caitlin O'Connor tạo dáng trong một buổi chụp hình thông thường tại studio.

Người mẫu (tiếng Anh: model) là người có vai trò quảng bá, trình diễn hoặc quảng cáo các sản phẩm thương mại (góp phần làm nổi bật các bộ trang phục tại các buổi trình diễn thời trang) hoặc hỗ trợ thể hiện trực quan cho những sáng tạo nghệ thuật hoặc tạo dáng chụp ảnh.
Công việc làm mẫu ("modeling" trong tiếng Anh Mỹ) được coi là khác với các loại hình biểu diễn công cộng khác, chẳng hạn như diễn xuất hoặc nhảy. Mặc dù sự khác biệt giữa làm mẫu và biểu diễn không phải lúc nào cũng rõ ràng, xuất hiện trong một bộ phim hoặc một vở kịch thường không được coi là "làm mẫu".
Các loại hình công việc làm mẫu gồm: thời trang, glamour, thể thao, bikini, mỹ thuật, body-part, quảng bá trên các ấn phẩm. Những người mẫu xuất hiện trên một loạt các phương tiện truyền thông bao gồm: sách, tạp chí, phim ảnh, báo, internet và truyền hình. Người mẫu thời trang đôi khi được xuất hiện trong các phim như (Prêt-à-Porter và Looker); các chương trình truyền hình thực tế như (America's Next Top Model và The Janice Dickinson Modeling Agency); các video ca nhạc ("Freedom! '90", "Wicked Game", "Daughters (John Mayer)" và "Blurred Lines").
Người nổi tiếng, bao gồm các diễn viên, ca sĩ, ngôi sao thể thao và các ngôi sao truyền hình thực tế, thường xuyên tham gia các cuộc thi người mẫu, bài tập cũng như hợp đồng bên cạnh công việc thường xuyên của họ.

## Lịch sử

### Thời kỳ đầu
Làm người mẫu như một nghề được ghi lại lần đầu tiên vào năm 1853 bởi Charles Frederick Worth, "cha đẻ của Haute couture", khi ông ngỏ lời với vợ mình, Marie Vernet Worth, làm mẫu cho những thiết kế trang phục của ông.
Thuật ngữ "house model" đã được đặt ra để miêu tả loại công việc này. Cuối cùng, điều này đã trở thành thông lệ cho các nhà thiét kế mốt ở Paris.  Không có yêu cầu đo vật lý tiêu chuẩn cho một người mẫu và hầu hết các nhà thiết kế sẽ sử dụng phụ nữ có kích cỡ khác nhau để thể hiện sự đa dạng trong thiết kế của họ.
Với sự phát triển của nhiếp ảnh thời trang, nghề người mẫu mở rộng sang nghề người mẫu ảnh.  Người mẫu vẫn khá ẩn danh và được trả lương tương đối thấp, cho đến cuối những năm 1940, khi ba siêu mẫu đầu tiên trên thế giới là Barbara Goalen, Bettina Graziani và Lisa Fonssagrives bắt đầu có thù lao rất lớn.
Trong những năm 1940 và 1950, Graziani là người phụ nữ được chụp ảnh nhiều nhất ở Pháp và là nữ hoàng không thể chối cãi của thời tranh cao cấp, trong khi Fonssagrive xuất hiện trên hơn 200 trang bìa của Vogue; sự công nhận tên tuổi của cô đã dẫn đến tầm quan trọng của  Vogue  trong việc định hình sự nghiệp của các người mẫu thời trang. Một trong những người mẫu được biết đến nhiều nhất trong những năm 1940 là Jinx Falkenburg được trả 25 đô la mỗi giờ, một khoản tiền lớn vào thời điểm đó; cho đến những năm 1950, Wilhelmina Cooper, Jean Patchett, Dovima, Dorian Leigh, Suzy Parker, Evelyn Tripp và Carmen Dell'Orefice cũng thống trị thời trang.
Dorothea Church là một trong những người mẫu da màu đầu tiên trong ngành được công nhận ở Paris.  Tuy nhiên, những người mẫu này không được biết đến bên ngoài cộng đồng thời trang. Các số đo hình thể của Wilhelmina Cooper là 38"-24"-36", ngược lại số đo của Chanel Iman là 32"-23"-33". Năm 1946, Ford Models được Eileen và Gerard Ford thành lập tại New York; đây là một trong những đơn vị quản lý người mẫu lâu đời nhất trên thế giới.

### Thập niên 1960 và sự khởi đầu của ngành công nghiệp

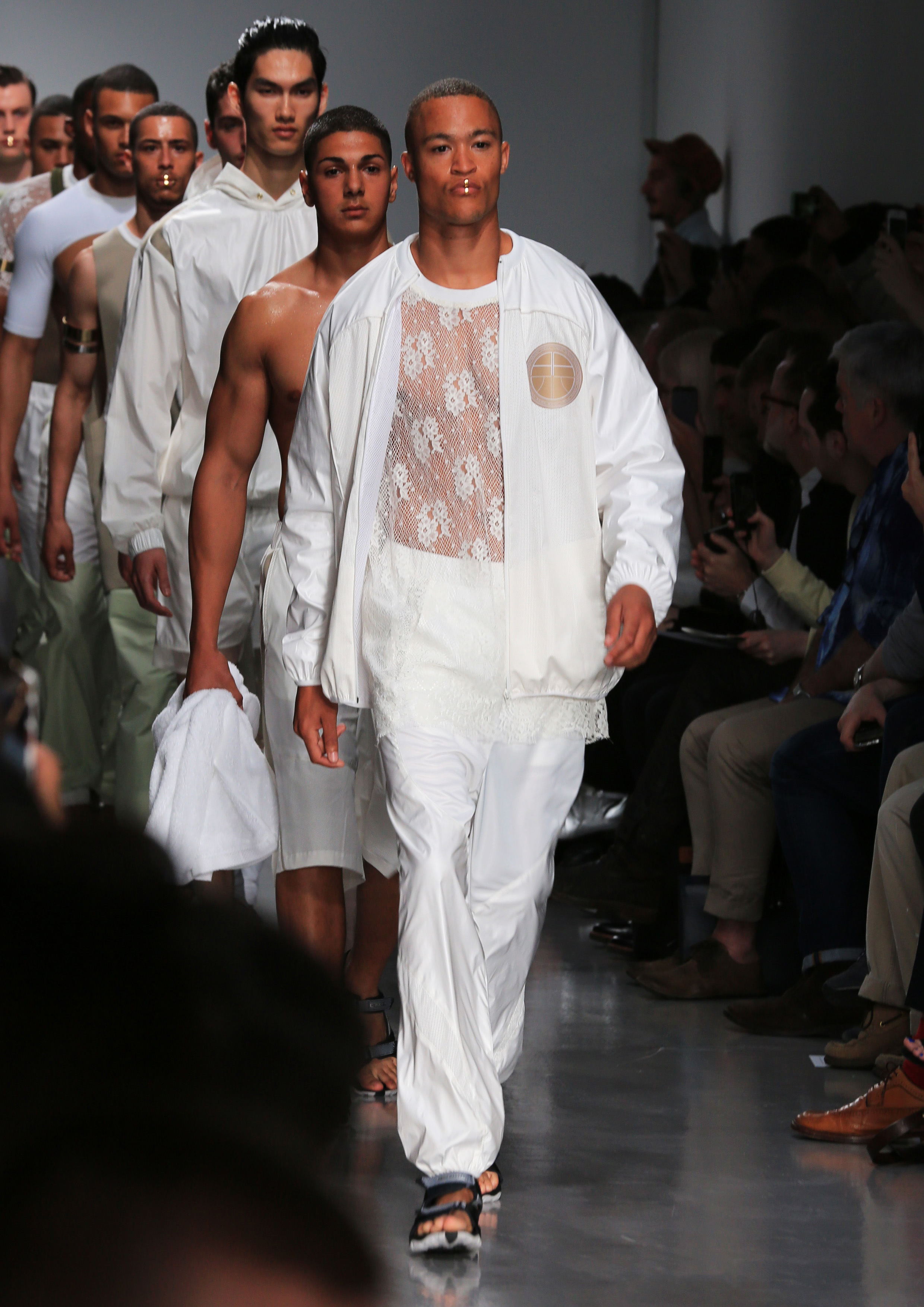
Những người mẫu nam trên sàn diễn tại một fashion show

Vào những năm 1960, thế giới người mẫu bắt đầu thành lập các văn phòng đại diện cho người mẫu. Tại Châu Âu, dịch vụ thư ký đóng vai trò là đại lý người mẫu sẽ trả phí cho họ mỗi tuần tính theo các tin nhắn và đặt lịch hẹn công việc. Hầu hết các người mẫu chịu trách nhiệm với hoá đơn của riêng mình.
Tại Đức, các văn phòng đại diện không được phép làm việc theo tỷ lệ phần trăm thu nhập của một người, vì vậy họ tự gọi mình là thư ký. Ngoại trừ một số sàn diễn quốc tế ở Paris hoặc New York, việc đi lưu diễn xuyên quốc gia là tương đối khó đối với một người mẫu. Hầu hết các người mẫu chỉ hoạt động tại một thị trường do luật lao động khác nhau điều chỉnh người mẫu ở các quốc gia khác nhau.
Vào những năm 1960, Ý có nhiều nhà thiết kế mốt và tạp chí thời trang và đang rất cần người mẫu. Các văn phòng đại diện tại Ý thường ép buộc các người mẫu trở về Ý mà không cần thị thực làm việc bằng cách giữ lại tiền lương của họ.
Họ cũng sẽ trả tiền mặt cho người mẫu của mình, đồng nghĩa sẽ phải giấu các cơ quan hải quan.  Không có gì lạ khi những người mẫu ở trong các khách sạn như La Louisiana ở Paris hoặc Arena ở Milan bị cảnh sát đột kích vào phòng khách sạn tìm kiếm thị thực làm việc của họ. Có tin đồn rằng các văn phòng đại diện cạnh tranh đứng đằng sau các cuộc đột kích. Điều này khiến nhiều văn phòng đại diện người mẫu được lập ra trên toàn thế giới; ví dụ: Marilyn Agency có chi nhánh ở Paris và New York.
Vào cuối những năm 1960, Luân Đôn được coi là thị trường tốt nhất ở châu Âu do cách tiếp cận có tổ chức và sáng tạo hơn cho công việc người mẫu. Chính trong thời kỳ này, người mẫu bắt đầu trở thành những cái tên chung. Những người mẫu như Jean Shrimpton, Tania Mallet, Celia Hammond, Twiggy, Penelope Tree thống trị nền thời trang Luân Đôn và được trả lương cao, khác với những người tiền nhiệm của họ. Twiggy trở thành gương mặt của '66 khi 16 tuổi.
Tại thời điểm này, các công ty đại diện không hạn chế về số đo của người mẫu mà họ quản lý, mặc dù việc họ ký với những người mẫu có chiều cao thấp hơn là không phổ biến. Twiggy có chiều cao 5 foot 6 inch (168 cm) với số đo vòng ngực 32" cùng mái tóc nam giới, được ghi nhận với việc đã làm thay đổi tiêu chuẩn người mẫu lý tưởng. Vào thời điểm đó, cô kiếm được 80 bảng một giờ, trong khi mức lương trung bình là 15 bảng một tuần.

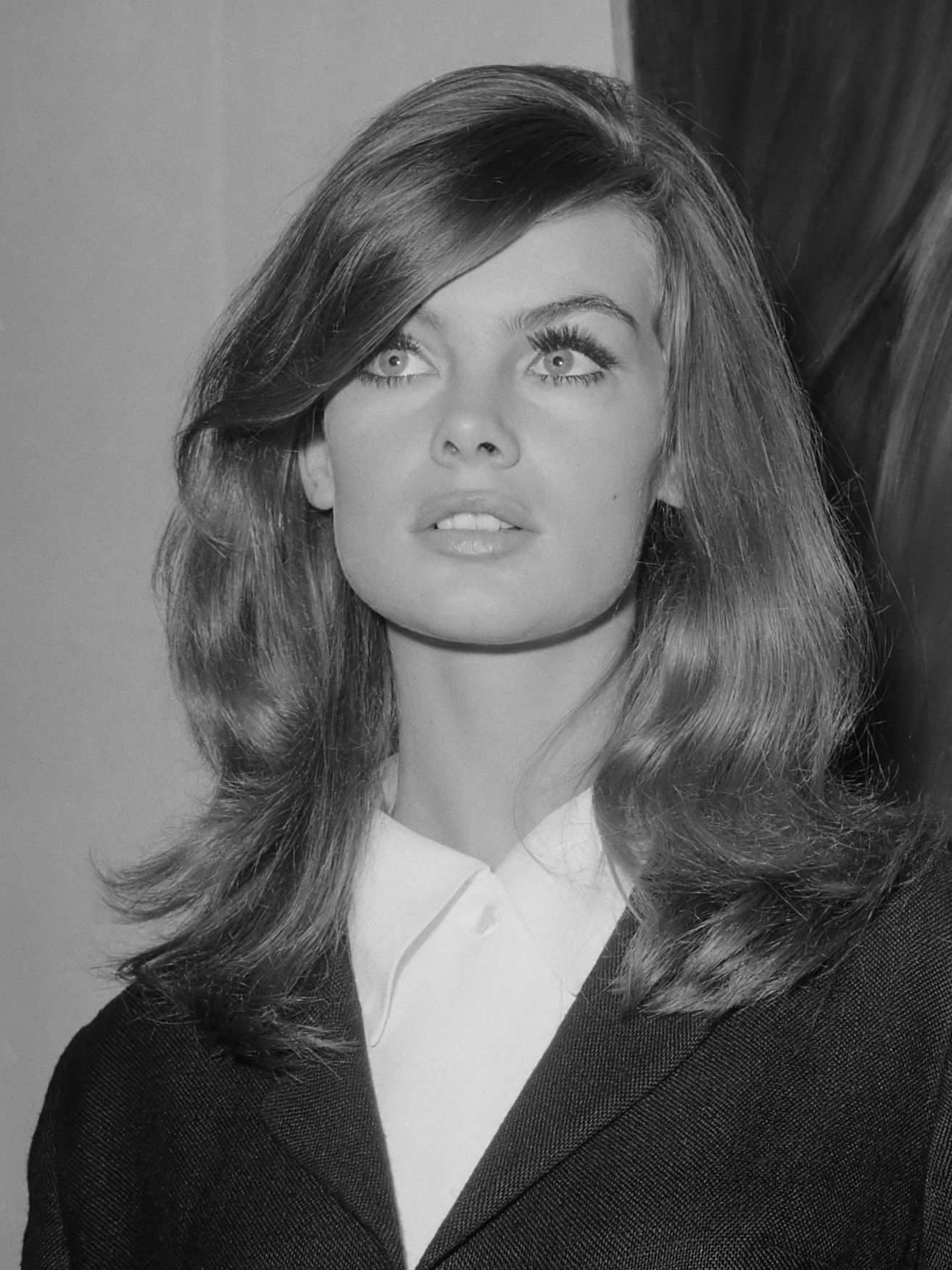
Jean Shrimpton năm 1965

Năm 1967, 7 trong số các công ty quản lý người mẫu hàng đầu ở Luân Đôn đã thành lập Hiệp hội Công ty Đại diện Người mẫu Luân Đôn. Việc hình thành của hiệp hội này đã giúp chính thức hóa mô hình và thay đổi ngành công nghiệp thời trang. Ngay cả với thái độ chuyên nghiệp hơn đối với người mẫu, người mẫu thời kỳ đó vẫn được kỳ vọng sẽ tự làm tóc và trang điểm trước khi họ đến buổi chụp hình. Trong khi đó, các công ty chịu trách nhiệm về thương hiệu và tư liệu quảng bá cho người mẫu. Cùng năm đó, cựu người mẫu thời trang hàng đầu Wilhelmina Cooper đã mở công ty thời trang Wilhelmina Models của riêng mình cùng với chồng. Đến năm 1968, FM Agency và Models 1 được thành lập và đại diện cho các người mẫu theo cách tương tự như các công ty đại diện làm ngày nay.
Đến cuối những năm 1960, người mẫu được đối xử tốt hơn và kiếm được tiền lương tốt hơn. Một trong công ty đi đầu, Ford Model là công ty đại diện đầu tiên ứng trước số tiền họ nợ và thường cho phép những người mẫu tuổi teen, không sống ở địa phương, cư trú tại nhà của họ, tiền thân của nhà ở "model housing".

## Văn hóa

### Phim
- Âm mưu giày gót nhọn (Việt Nam) (2013)
- Cuối đường băng (Việt Nam) (2012)
- Không thể gục ngã (2013)
- Looker (Mỹ) (1981)
- Model (Hàn Quốc) (1997)
- Người mẫu (2011)
- Những cô gái chân dài (Việt Nam) (2004)
- Những ngọn nến trong đêm (Việt Nam) (2002)
- Những ngọn nến trong đêm 2 (Việt Nam) (2016)
- Ready to wear (Prêt-à-Porter) (Mỹ) (1994)
- Siêu mẫu xì trum (Việt Nam) (2009)
- Vòng eo 56 (Việt Nam) (2016)

### Âm nhạc
- Das Model (phiên bản tiếng Anh là The Model) (Karl Bartos, Ralf Hütter, Emil Schult) được trình bày bởi Krafwerk (1978) (được cover bởi Nini, Vina Uyển Mi, Hạ Vy, Quỳnh Hương tại Asia 2)
- Freedom! '90 (George Michael) được trình bày bởi George Michael (1990)
- Giấc mơ aikia (Nguyễn Quang Dũng) (OST Những cô gái chân dài) được trình bày bởi Viết Thanh (2004)

### TV Show
- Altitude model look (Altitude men international) (lần đầu: 2013)
- America's next top model (lần đầu: 2003)
- Asia's next top model (lần đầu: 2012)
- Asian supermodel contest (lần đầu: 2006)
- Elite model look (lần đầu: 1983)
- Global asian model (lần đầu: 2019)
- Miss model of the world (lần đầu: 1988)
- Miss supermodel worldwide (lần đầu: 2018)
- Mister model international (lần đầu: 2013)
- Mister model of the world (lần đầu: 2017)
- Supermodel International (lần đầu: 2010)
- The Janice Dickinson modeling agency (lần đầu: 2006)
- Top model of the world (lần đầu: 1993)
- Vietnam's next top model (lần đầu: 2010)
- World next top model (lần đầu: 2016)